# 灘浜町
灘浜町（なだはまちょう）は兵庫県神戸市灘区の町名。丁番を持たない単独町名である。令和2年国勢調査（2020年10月1日）での定住者は見られない。郵便番号は657-0853。

## 地理
灘埠頭を有し、日本石油油槽所などが置かれ、ここから東が神戸市東部における臨海工業地帯となっている。東は都賀川河口を挟んで灘浜東町、南は摩耶埠頭、西は西郷川河口を挟んで摩耶海岸通。北は西部が味泥町で東部が大石南町。

## 歴史
1940年（昭和15年）、岩屋南町から味泥町二丁目に至る地先約83,000m2を埋立てて成立した。